# Paulina Szpak
Paulina Szpak est une joueuse de volley-ball polonaise née le 11 octobre 1991 à Kędzierzyn-Koźle. Elle mesure 1,85 m et joue au poste de passeuse. 

## Clubs
| Club                             | De        | À         |
| -------------------------------- | --------- | --------- |
| MMKS Kędzierzyn-Koźle            |           | 2006-2007 |
| Gedania Żukowo                   | 2007-2008 | 2009-2010 |
| KPSK Stal Mielec                 | 2010-2011 | 2011-2012 |
| Stod Volley                      | 2012-2013 | 2014-2015 |
| AZS KSZO Ostrowiec Świętokrzyski | 2015-2016 | 2016-2017 |
| LTS Legionovia Legionowo         | 2017-2018 | 2017-2018 |
| PTPS Piła                        | 2018-2019 | 2018-2019 |
| MKS Radomka Radom                | 2019-2020 | …         |

## Palmarès
- Championnat de Norvège
  - Vainqueur : 2014, 2015.
  - Finaliste : 2013.